# NGC 992
NGC 992 é uma galáxia espiral (Sc) localizada na direcção da constelação de Aries. Possui uma declinação de +21° 06' 01" e uma ascensão recta de 2 horas, 37 minutos e 25,5 segundos.
A galáxia NGC 992 foi descoberta em 6 de Setembro de 1886 por Lewis A. Swift.